# 料
| ウィキペディアには「料」という見出しの百科事典記事はありません（タイトルに「料」を含むページの一覧/「料」で始まるページの一覧）。 代わりにウィクショナリーのページ「料」が役に立つかもしれません。 |